# 脱帖穆耳
脱帖穆耳（蒙古語：Toq temür，至元二年正月初三日—至正四年十二月二十八日，1265年1月21日—1345年1月31日），《孫都思氏世勋之碑》作脱帖穆耳，《新元史》作脱帖穆儿，元朝官员，速勒都思氏出身，字可与。《元史》没有给他立传，《金華黄先生文集》卷35收录遜都台公墓誌銘，《新元史》根据遜都台公墓誌銘为他作传。

## 生平
脱帖穆耳是成吉思汗四杰之一的蒙古帝国开国功臣赤老温的玄孙，曾祖父纳图儿，在成吉思汗时代担任必阇赤（书记官），祖父察剌，父亲忽訥，随州军民达鲁花赤。元世祖至元二年正月三日（1265年1月21日）脱帖穆耳出生，年轻时以勋家子入直宿卫。元成宗大德十年（1306年）因台臣推荐，佩金符，担任武德将军、蘄县万户府东平管军上千户所达鲁花赤。元仁宗延祐二年（1315年），任宣武将軍，泰定帝泰定三年（1326年），升任明威将軍，移镇绍兴摄军民万户府事。
南宋初年，蔡定父親因事入獄，蔡定请求以自身代替，官府不许，蔡定于是投江而死。郡守听说后，释放蔡定之父，为蔡定立庙臥龍山之阳，请敕题额“悯孝祠”。南宋灭亡后，廟宇宙年久失修，居民侵地，脱帖穆耳将其恢复。
蒙古軍灭南宋，蒙古兵抓住民妇王氏，至清風嶺，她咬破手指出血题诗石上，投崖而死。脱帖穆儿让当地郡县，立祠祭祀。礼部侍郎泰不华出守绍兴，行乡饮酒礼，让他亲临其事。脱帖穆儿有威仪，人们看到他就尊敬。元顺帝至正四年十二月二十八日（1345年1月31日），以八十四岁去世。他有五子：大都、哈剌、月鲁不花、笃列图、王者不花。其中月鲁不花受父亲影响，精于学問，在元朝末年科举及第。

## 家族
- 千户鎖儿罕失剌（Sorqan Šira，سورغان شيره/Sūrghān Shīra）
  - 赤老温（Čila'un ba'atur，چيلاوغان بهادر/Chīlāūghān bahādur）
    - 宿敦（Sudon noyan，سدون نویان/Sudūn Nūyān）
      - （Qajudar，قاجودر/Qājūdar）
      - （Sartaq noyan，سرتاق نویان/Sartāq Nūyān）
      - （Burja，بورجه/Būrja）
      - 孙札黑那颜（Sunjaq noyan，سونجاق نویان/Sūnjāq Nūyān）
      - 秃丹（Tudan，تودان/Tūdān）
        - （Malik，ملك）
          - 万户出班（Čuban，جوبان/Jūbān）
            - （Amīr Ḥasan，أمير حسن）
            - （Temür taš，أمير تیمور تاش/Amīr tīmūr Tāsh）
            - （Damshaq noyan，خواجه نویان）
            - （Shaikh Maḥmūd，شيخ محمود）

    - 阿剌罕（Alaqan）
      - 鎖兀都（Soγudu）
        - 唐古䚟（Tangγutai）
          - 健都班（Gaindu-dpal）

    - 纳图儿（Nadr）
      - 察剌（Čalan）
        - 忽訥（Uquna）
          - 脱帖穆耳（Toq temür）
            - 大都，袭东平上千户所达鲁花赤
            - 哈剌
            - 月魯不花（Örüg buqa）
            - 笃列图，至正五年进士，衡州路衔阳县丞
            - 王者不花

  - 沉白（Čimbai）